# Hajda (Wrzosy)
Hajda – przysiółek wsi Wrzosy w Polsce położony w województwie śląskim, w powiecie kłobuckim, w gminie Przystajń. 
W latach 1975–1998 przysiółek administracyjnie należał do województwa częstochowskiego.